# 朱仙庄镇
朱仙庄镇，是中华人民共和国安徽省宿州市埇桥区下辖的一个乡镇级行政单位。

## 行政区划
朱仙庄镇下辖以下地区：
镇西村、二铺村、新河村、朱仙庄村、矿南村、沱北村、三铺村、宋庙村、后场村、汴南村、塔桥村、朱庙村、矿一宿社区、矿二宿社区、矿三宿社区、矿四宿社区和矿五宿社区。